# Amadis Maria Guerrero
Amadis Ma. Guerrero (Manilla, 15 april 1941) is een Filipijns schrijver.

## Biografie
Amadis Guerrero werd geboren op 15 april 1941 in Ermita in de Filipijnse hoofdstad Manilla. na de Ateneo de Manila voltooide hij een bachelor-opleiding geschiedenis aan de University of Santo Tomas. Guerrero schreef voor Graphic Magazine. Tevens schreef en publiceerde hij zijn werk in diverse andere andere tijdschriften zoals Leader, Womens Home Companion en Ellery Queen's Mystery Magazine. Ook schreef hij publicaties voor Planters Products en de Population Commission. Op latere leeftijd ging hij schrijven voor het landelijke dagblad Philippine Daily Inquirer.
Guerrero publiceerde in 1974 de verhalenbundel Children of the City and Other Stories. Tevens bracht hij in datzelfde jaar met Purita Kalaw-Ledesma The Struggle of Philippine Arts uit. In 1975 kwam hij met een tweede verhalenbundel, genaamd: The Mainstream and Other Stories en in 1979 schreef hij samen met Kalaw-Ledezma Edades: National Artist. Zijn derde verhalenbundel Red Roses for Rebo (1986) bevatte naast korte verhalen ook essays. In 2012 werd ter gelegenheid van het 25-jarige bestaan van de toneelgroep Tanghalang Pilipino, het boek Tanghalang Pilipino: Celebrating 25 Years of Philippine Theater uitgebracht. De tekst in het boek is van de hand van Guerrero.
Het korte verhaal Children of the City, over het leven van een straatjongen in Manilla, van de hand van Guerreo won in 1971 een derde prijs bij de Palanca Memorial Awards.